# Fort Watauga
Fort Watauga, også kendt som Fort Caswell, var et fort fra tiden omkring den Amerikanske uafhængighedskrig. Fortet stod i nærheden af Sycamore Shoals, nogle strømfald på Watauga River i det nuværende Elizabethton i det nordøstlige Tennessee i USA. Fortet blev oprindeligt bygget i 1775 eller 1776 på foranledning af det "råd", som styrede området, The Watauga Association. Formålet var at beskytte nybyggerne i Wataugaområdet mod angreb fra fjendtlige indianere, ikke mindst cherokeserne, som var utilfredse med, at hvide kolonister havde slået sig ned på deres område i modstrid med en traktat, The Treaty of Lochaber, som stammen havde indgået med det britiske styre i 1770.
I 1970'erne besluttede Tennessees regering at opføre en kopi af fortet som en del af fejringen af USA's 200-års Jubilæum i 1976. Der blev gennemført arkæologiske udgravninger i det område ved Sycamore Shoals, hvor historikere mente, at fortet havde stået, og man afdækkede nogle grøfter, som arkæologerne, der forestod udgravningen, var overbeviste om havde været en del af fundamentet for fortets palisadevægge. Fortet blev genopbygget ca. 1 km fra det sted, hvor udgravningerne havde fundet sted. Rekonstruktionen var dels baseret på resultatet af udgravningerne, dels på de få beskrivelser af fortet, der eksisterer, foruden på det kendskab man havde til andre grænseforter i Appalacherregionen fra samme tid. Rekonstruktionen indgår nu som en del af Sycamore Shoals State Historic Park.

## Historie

### Watauga-bebyggelsen
Omkring 1770 begyndte europæiske nybyggere at krydse Appalacherne og slå sig ned i floddalene langs Holston River, Watauga River og Nolichuckey River i det sydvestlige Virginia, og det, der i dag er det nordøstlige Tennessee. Ved Watauga River blev nybyggerne især tiltrukket af et område i nærheden af Doe Rivers udmunding i Watauga River. Dette område blev kaldt "Watauga Old Fields". Her er der ved senere undersøgelser fundet spor af bebyggelse fra såvel Woodlandperioden (ca. 1000 f.Kr. til 1000) som Mississippiperioden (900 – 1600). På det tidspunkt hvor nybyggerne kom til området, blev dette brugt af cherokeserstammen som samlingspunkt og jagtlejr.
Når nybyggerne valgte stedet, var det især fordi, det omfattede et stort landområde, der så ud som om det allerede var ryddet og klar til landbrug. Det lignede, mente man, marker, der tidligere havde været dyrkede, men nu havde været forladt i mange år. Deraf betegnelsen "Watauga Old Fields". En anden årsag var, at Watauga River her var så lavvandet, at den var nem at krydse for mennesker til fods, til vogns eller til hest. Der opstod hurtigt konflikter mellem indianerne og nybyggerne om retten til området.
Nybyggerne mente, at de havde retten på deres side, idet de hævdede, at området var omfattet af en traktat, som cherokeserne tidligere havde underskrevet (The Treaty of Lochaber fra 1770), i hvilken grænsen mellem britisk og cherokesisk territorium blev defineret. Cherokeserne var ikke enige, og det samme gjaldt de britiske myndigheder i Virginia og North Carolina. Traktaten fastlagde at grænsen gik ved South Fork of the Holston River, og alle nybyggere der havde slået sig ned udenfor denne grænse, blev beordret til at forlade området. I 1772 sendte nybyggerne en delegation til cherokesernes hovedstad, Chota, for at forhandle om at leje jorden af stammen, og der blev indgået en aftale om et 10 år langt lejemål. I 1775 købte nybyggerne jorden af nogle af slammens ledere, men disse repræsenterede ikke hele stammen, og især en række unge høvdinge under ledelse af Dragging Canoe, søn af overhøvding Attacullaculla, var modstandere af at sælge stammeland. Disse høvdinge truede med, at bekrige de nybyggere, der blev i området. Købet var heller ikke lovligt efter britisk lovgivning, idet det var i modstrid med en kongelig resolution fra 1763, som forbød private at købe land af indianere.
I 1774 og 1775 forsøgte britiske myndigheder, blandt andre den øverst ansvarlige for sager, der vedrørte indianerne, John Stuart og guvernøren over North Carolina, Josiah Martin, igen at få nybyggerne til at forlade området, men igen uden held.

### Cherokesiske angreb i juli 1776
I 1775 begyndte den amerikanske uafhængighedskrig, hvilket var med til at gøre spændingerne vest for Appalacherne værre. De fleste nybyggere støttede koloniernes forsøg på at opnå uafhængighed, mens cherokeserne, især den del af stammen, der fulgte Dragging Canoe, og som senere fik navnet chicamaugaerne, i januar 1776 indgik en alliance med briterne, da de mente, at det britiske styre ville forhindre mere indvandring til cherokesisk område. Nybyggerne oprettede en såkaldt Committee of Safety, som skulle lede området, som nu blev kaldt Washington District. Briterne forventede, at cherokeserne ville skabe ravage blandt nybyggerne, og dermed gøre det nemmere for briterne at besejre disse. I april 1776 leverede briterne derfor en stor mængde våben og ammunition til cherokeserne. Kort efter sendte Dragging Canoe et ultimatum til nybyggerne. De fik 20 dage til at forlade deres bosættelser, ellers ville han angribe.
Nybyggerne i Washington District, der allerede forventede et angreb fra chicamaugaerne på grund af udtalelser, som Dragging Canoe havde fremsat i forbindelse med underskriften den såkaldte Sycamore Shoals Traktat i marts 1775, havde iværksat anskaffelse af våben og ammunition fra en anden Committee of Safety i det ikke længere eksisterende Fincastle County i Virginia. Ud over anskaffelsen af våben, begyndte man at indsamle fødevarer og ammunition, og man iværksatte opførelsen af et antal forter i området. Et af disse var Fort Caswell, opkaldt efter North Carolinas daværende guvernør, Richard Caswell. Det er Fort Caswell, som senere blev omdøbt til Fort Watauga. Blandt de øvrige forter var Fort Lee, der lå hvor nær det sted, hvor Big Limestone Creek løber ud i Nolichuckey River syd for byen Limestone, Tennessee. Da nybyggerne ikke havde imødekommet hans ultimatum om at flytte, besluttede Dragging Canoe at gøre alvor af sin trussel, og fordrive dem fra området med magt.
I begyndelsen af juli 1776 besøgte fire hvide jægere og handelsmænd under ledelse af Isaac Thomas cheroksernes "hovedstad", Chota, for at handle med cherokeserne der. Under deres ophold advarede en af stammens Beloved Women (en såkaldt ghigau), Nancy Ward, dem om Dragging Canoes planer, og bad dem viderebringe advarslen til nybyggerne og militsen. Nancy Ward var kusine til Dragging Canoe, da hendes mor, Tame Doe, var søster til Dragging Canoes far, Attacullaculla. De forlod Chota den 8. juli og den 11. juli nåede de til Fort Lee efter en rejse på omkring 200 km gennem forholdsvist uvejsomt terræn. Her advarede de den lille styrke, under kommando af Løjtnant John Sevier, der var i gang med at opføre fortet. Advarslen fik nybyggerne til at blive nervøse og de fleste flygtede mod Fort Caswell. Til sidst var så mange forsvundet, at det ikke var muligt at fortsætte byggeriet, og også Løjtnant Sevier var nødt til at trække sig tilbage til Fort Caswell.
Dragging Canoe og hans chickamaugaer begyndte deres invasion i midten af juli 1776. Da indianerne nåede frem til Nolichuckyfloddalen sendte Dragging Canoe en del af styrken mod bebyggelserne i Carter's Valley vest for det nuværende Kingsport, Tennessee. Denne styrke var under kommando af "Ravnen fra Chota".. Det lykkedes for "Ravnen" at skræmme nybyggerne i området til at flygte, hvorefter han lod deres hytter og gårde brænde ned.
I mellemtiden var Dragging Canoe fortsat op gennem Nolichuckyfloddalen og havde nedbrændt de forladte gårde og det endnu ikke færdige, men forladte Fort Lee. Derefter delte han sin resterende styrke i to. Den ene del (ca. 200 krigere) under ledelse af ham selv, fortsatte mod bebyggelserne ved Holston River. Da Dragging Canoe nærmede sig et befæstet fort, kendt som Eaton's Station nær lille ø i floden, Long Island of the Holston, blev fortets kommandant, John Thompson, bange for at indianerne ville fortsætte forbi fortet og ødelægge nybyggernes gårde. Han valgte derfor at rykke ud af fortet, og mødte indianerne ved et område kaldet Island Flats. 13 cherokesere blev dræbt i slaget, og mange blev sårede, heriblandt Dragging Canoe og hans bror, Little Owl, som blev ramt af 11 kugler, men overlevede. Chicamaugaerne trak sig tilbage, men under tilbagetrækningen sendte Dragging Canoe mindre enheder ud for at overfalde enligt beliggende farme. Det lykkedes disse enheder at dræbe 18 nybyggere og brænde deres gårde.

#### Angrebet på Fort Watauga
Samtidigt med Dragging Canoes angreb var den tredje gruppe under ledelse af Old Abraham af Chilhowee eller bare Abram, marcheret mod øst mod bebyggelserne ved Sycamore Shoals. Den 21. juli tidligt om morgenen rykkede han frem mod Fort Watauga med sin styrke, der bestod af ca. 100 krigere. Da indianerne angreb, befandt en del af områdets beboere sig uden for fortet, blandt andet var nogle kvinder i gang med at malke køer. Da de så og hørte indianerne flygtede de tilbage til fortet. En enkelt kvinde nåede ikke inden for, inden porten blev lukket, og måtte hjælpes over palisaden. Kvindens navn var Catherine Sherrill, af de lokale kaldet "Bonnie Kate", og ifølge kilderne blev hun hjulpet over hegnet af John Sevier, som hun fire år senere blev gift med. Kilderne er ikke enige om, hvor mange mennesker der var indenfor fortets palisader. Antallet varierer i de enkelte kilder fra 40 til over 200. De fleste mener at fortets garnison bestod af ca. 75 militssoldater under kommando af Oberst John Carter med Kaptajn James Robertson som næstkommanderende, og med løjtnant John Sevier, der netop var ankommet fra Fort Lee, som den sidste officer. Desuden et større antal civile, der havde forladt deres farme og søgt tilflugt i fortet. Efter ca. 3 timers kamp, hvor cherokeserne led store tab, lykkedes det for forsvarerne at afvise angrebet. Det lykkedes for nogle krigere at komme helt hen til palisaden, som de forsøgte at sætte ild til, men Kaptajn Robertsons søster, Ann Robertson, forhindrede det ved i samarbejde med de øvrige kvinder, at hælde kogende vand ned over krigerne.
Abraham trak sin styrke tilbage og gav sig til at belejre fortet. Igen er kilderne uenige om, hvor længe belejringen stod på. En enkelte kilde siger 6 dage og en anden har op til 3 uger. De fleste moderne historikere er enige om, at den formodentlig har varer i ca. 14 dage. I løbet af belejringen skulle fortets beboere hente vand ved floden, og flere blev dræbt under disse forsøg, men hvor mange vides ikke. To blev taget til fange, en ung mand ved navn Thomas Moore (nogle kilder kalder ham Samuel Moore), og en kvinde ved navn Lydia Russel Bean. Hun var gift med William Bean, der er kendt som den første permanente nybygger i Tennessee. Da cherokeserne trak sig tilbage, tog de fangerne med tilbage til landsbyen Tuskegee ved Little Tennessee River nær Fort Loudon, endnu et af nybyggernes forter. Vel hjemme blev Moore udsat for tortur og til sidst brændt levende, bundet til en pæl efter cherokesisk skik. Den samme skæbne var på vej til at overgå Lydia Bean, men igen greb Nancy Ward ind. Som ghigau havde hun ret til at bestemme over krigsfanger, og hun bestemte at Lydia Bean ikke skulle torteres og slås ihjel. I stedet tog hun hende med hjem til Chota, hvor Mrs. Bean dels lærte Ward at væve og dels lærte hendes slaver at lave smør og ost. Senere frigav Nancy Ward Mrs. Bean og førte hende tilbage til sine egne landsmænd. Et par uger efter angrebet blev fortets besætning styrket, da to kompagnier af militssoldater fra Virginia under kommando af William Christian ankom til fortet. Hermed var der ikke længere nogen trussel mod fortet.
De hvide nybyggere var begejstrede for deres sejr over chickamaugaerne, men dette angreb skulle kun blive indledningen til 18 års kampe mellem chickamaugagruppen og de hvide nybyggere. Først i 1794, to år efter Dragging Canoes død, sluttede chicakamaugaerne fred med indgåelsen af Treaty of Tellico Blockhouse. Andre medlemmer af cherokeestammen samt nogle medlemmer af creekstammen fortsatte kampene og først i 1795, var chickamaugakrigen endelig forbi.

### Fortet efter 1776
I september 1780 samledes en styrke af såkaldte Overmountain Men ved Fort Watauga inden de marcherede over Appalacherne og besejrede Major Patrick Henrys loyalister i Slaget ved Kings Mountain. Efter denne begivenhed forsvandt fortet ud af historiske kilder, men så sent som i 1819 blev det omtalt i diverse skøder. Hvad det skete med det senere vides ikke, men det fik formodentlig lov til at forfalde, som det var tilfældet med mange af den slags forter i løbet af 1800-tallet. Det er muligt at rester af fortet stadig eksisterede så sent som mellem 1840 og 1850, da historikeren J. G. M. Ramsey besøgte området.
I 1909 rejste Daughters of the Americal Revolution en obelisk af natursten på det sted, hvor man mente at fortet havde ligget. Det var på det sted, som Ramsey udpegede i sin bog The Annals of Tennessee to the End of the Eighteenth Century som han færdiggjorde i 1852 og som blev udgivet i 1853. I midten af 1970'erne besluttede Tennessees regering, at man ville opføre en kopi af fortet, der skulle være klar til USA's 200-års jubilæum i 1976. Man indledte derfor udgravninger på stedet, hvor fortet mentes at have ligget, med det formål at finde ud af, hvordan fortet havde set ud. Det eneste, man fandt, var imidlertid tre grøfter, hvor man mente at nogle af palisaderne havde stået. Watauga Historical Assosciation, som var oprettet i slutningen af 1950'erne, var en væsentlig årsag til oprettelsen af Sycamore Shoals State Historic Park som hjemsted for rekonstruktionen af fortet. Parken ligger knap en mile (1½ km) nordøst for det sted, hvor man mente at fortet havde ligget.

## Tvivl om fortets præcise placering og konstruktion
Der er i nyere tid rejst tvivl om, hvor fortet egentlig lå, da der ikke findes samtidige beskrivelser. Den ældste beskrivelse stammer fra Ramseys værk. Ramsey baserede sin viden på udsagn fra mennesker, han havde mødt under et besøg i området en gang mellem 1840 og 1850, altså mere end 65 år efter begivenhederne, samt på få de skriftlige kilder, der eksisterede dengang, og de var fra efter 1800. Ramsey, der skriver, at han selv havde set resterne af fortet, lokaliserer det til en bakke, ca. en halv mile (800 m) nordøst for udmundingen i Watauga River, hvor den ovenfor omtalte obelisk senere blev rejst. I bogen skrev Ramsey blandt andet "The spot is easily identified by a few graves and the large locust tree standing conspicuously on the right of the road leading to Elizabethton." Dette er imidlertid ca. 100 m fra det sted, hvor udgravningerne i 1974 fandt sted. En anden historiker, samtidig med Ramsey og god bekendt af denne, indsamlede på samme måde data ved at tale med lokale. Denne historiker, Lyman Draper nåede aldrig at udgive sin forskning, men hans notater er blevet gennemgået af senere historikere, blandt andre Samuel Cole Williams. Draper lokaliserede fortet til et sted ca. 1 mile (1,6 km) nede af strømmen fra udmundingen af Doe River i Watauga River. Dette var næsten 3 km fra Ramseys placering.
Heller ikke udseendet af fortet er sikkert. Ingen af de to tidlige forskere beskriver det i detaljer, og det samme gælder antallet af soldater og andre på fortet. Ramsey fortæller, at der var flere forter i området, så måske taler de to historikeres hjemmelsmænd om forskellige forter, så de begge har ret i deres lokalisering, men at kun et af forterne (eller ingen af dem) var det virkelige Fort Watauga.
Rekonstruktionen, der blev opført i 1974 og 1975 var baseret til dels på de spinkle resultater af udgravningen fra 1974, som lederen af udgravningen, arkæologen Carl Kuttruff var sikker på, var resterne af fortet, kombineret med Ramseys ikke for gode beskrivelse, og så ikke mindst på viden om, hvordan grænseforter i Appalacher generelt så ud i den periode. Rekonstruktionen består af fire to etagers bygninger, hvoraf den øverste etage strækker sig ud over den underste. Disse fire bygninger er så forbundet med palisader forsynet med en enkelt port. På indersiden af palisaderne er en løbegang, hvorfra forsvarerne kunne beskyde angribere.